# Pekaliv, Mlîniv
Pekaliv (în ucraineană Пекалів) este un sat în comuna Horupan din raionul Mlîniv, regiunea Rivne, Ucraina.

## Demografie
Componența lingvistică a localității Pekaliv
     Ucraineană (99,18%)
     Alte limbi (0,82%)
Conform recensământului din 2001, majoritatea populației localității Pekaliv era vorbitoare de ucraineană (99,18%), existând în minoritate și vorbitori de alte limbi.